# Samu Aghehowa
Samuel "Samu" Omorodion Aghehowa (Melilla, 5 de maig de 2004) és un futbolista professional espanyol que juga com a davanter al club FC Porto de la Primeira Liga.
El novembre de 2024 va decidir canviar-se el nom de la samarreta d'Omorodion, com era conegut fins llavors, i va mostrar el seu desig de ser anomenat amb el seu cognom matern Aghehowa.
Elegible per jugar amb Nigèria, Aghehowa va representar Espanya en diversos nivells internacionals juvenils. Va guanyar una medalla d'or amb la selecció espanyola sub-23 als Jocs Olímpics d'estiu de 2024. Posteriorment, va debutar amb la selecció sènior, el 2024.

## Carrera de club

### Granada
Nascut a Melilla de pares nigerians, Aghehowa es va traslladar a Sevilla de jove. Després de jugar a l'AD Nervión local, es va incorporar a la formació juvenil del Granada el 2021.
El 6 de març de 2022, Aghehowa va fer el seu debut com a sènior amb l'equip de reserva del Granada, el Recreativo Granada, entrant com a substitut a la segona part en una derrota a casa per 2-1 a la lliga davant el CD Marchamalo. El 25 de setembre, va marcar el seu primer gol com a sènior, marcant l'empat del B en un empat 1-1 contra El Ejido.
El 20 d'abril de 2023 va renovar el seu contracte amb els Nazaríes fins al 2028. Després d'haver marcat 18 gols amb l'equip B del Granada durant la temporada 2022–23, el davanter va despertar l'interès de diversos clubs de la Lliga i la Premier League.
El 14 d'agost de 2023 va debutar amb el seu primer equip i la Lliga amb el Granada, començant i marcant l'empat momentània en una derrota per 3-1 fora de casa contra l'Atlètic de Madrid.

### Atlètic de Madrid
El 21 d'agost de 2023, Aghehowa es va unir oficialment a l'Atlètic de Madrid amb un contracte permanent, signant un contracte de cinc anys amb el club.

#### Cessió a l'Alavés
El 26 d'agost del mateix any, Samu es va incorporar al Deportivo Alavés, també de la primera divisió espanyola, cedit fins a final de temporada. A la temporada 2023-24, es va convertir en el màxim golejador del seu club a la Lliga marcant 8 gols, d'un total de 9 després d'haver marcat un gol amb el Granada.

### Porto
El 24 d'agost de 2024 es va incorporar al Porto, de la Primeira Liga portuguesa, procedent de l'Atlètic de Madrid, amb un contracte de cinc anys i va informar d'una clàusula de rescissió de 100 milions d'euros. Porto va pagar a l'Atlètic de Madrid 15 milions d'euros pel 50% dels seus drets esportius i també es va reservar l'opció de comprar el 30% dels seus drets esportius el 2025 i el 2026 per 5 milions d'euros cada any.
Va fer el seu debut competitiu amb el seu nou club a la derrota davant l'Sporting CP per 2-0 a la Primeira Liga el 31 d'agost, i va marcar el seu primer gol el 15 de setembre, marcant el guanyador en una victòria per 2-1 contra SC Farense. En el seu següent partit de lliga, el 21 de setembre, va marcar un doblet en una victòria per 3-0 sobre el Vitória de Guimarães a l'estadi D. Afonso Henriques. Quatre dies més tard, va debutar a competicions europees, titular i marcant en una derrota per 3-2 fora a Bodø/Glimt, durant la jornada inaugural de la nova fase de lliga de la UEFA Europa League. En el seu proper partit de la fase de la Lliga Europa, el 3 d'octubre, Aghehowa va marcar dos gols en un empat 3-3 a casa amb el Manchester United a l'Estadi do Dragão. El 28 d'octubre, va marcar un hat-trick en una victòria per 5-0 a casa contra l'AVS a la Primeira Liga.
El 10 de novembre, Aghehowa va marcar l'únic gol del Porto en una derrota per 4-1 fora de casa contra el seu rival SL Benfica a O Clássico. Aquesta va ser la derrota més gran del Porto a la lliga contra el seu rival en 60 anys, un resultat que no es veia des de la derrota per 4-0 a la temporada 1964-65. Després de marcar cinc gols en cinc partits i ajudar el Porto a mantenir una ratxa invicta, va ser nomenat Jugador del Mes i Davanter del Mes de la lliga. Les seves actuacions al llarg de la temporada van portar Aghehowa a aconseguir la seva campanya més prolífica, marcant 25 gols, inclosos 19 a la lliga, i amb el Porto acabant tercer a la Primeira Liga.

## Carrera internacional
Aghehowa és elegible per representar Nigèria o Espanya a nivell internacional.
L'abril de 2023, Aghehowa va rebre la seva primera convocatòria a la selecció espanyola sub-19. El juliol del mateix any, va participar en el Campionat d'Europa sub-19 de la UEFA de 2023 a Malta, on el Rojita va perdre contra l'eventual campiona Itàlia a les semifinals. Va ser membre de la selecció espanyola per al torneig de futbol dels Jocs Olímpics d'estiu de 2024, ajudant a l'equip en la seva carrera guanyadora de la medalla d'or.
Aghehowa va rebre la seva primera convocatòria internacional sènior el novembre de 2024 per a un parell de partits de la Lliga de Nacions 2024–25 contra Dinamarca i Suïssa. Va debutar contra aquest últim el 18 de novembre a l'Estadi Heliodoro Rodríguez López, substituint Álvaro Morata al descans, i Espanya va guanyar el partit per 3-2.

## Estil de joc
Samu Aghehowa ha estat descrit per The Athletic com un "número 9 modern" que és un davanter centre "alt, ràpid i físicament imponent". Utilitza el seu gran marc per mantenir el joc de manera eficaç i implicar els altres. Té el ritme, el moviment i l'anticipació per córrer darrere, pot driblar i crear, i pot acabar amb els dos peus i amb el cap.
Segons l'exscout de l'Atlètic de Madrid Javier Vidales, Aghehowa és "més que un davanter fort que atura el joc i distribueix la pilota". Considera que Aghehowa fa el "paper de dos atacants: un davanter objectiu que ocupa els defenses i un davanter mòbil que troba espais. Si els defenses tanquen els espais, actua com un número 9 tradicional; si el bloquegen, s'adapta per aprofitar les obertures".

## Palmarès
Espanya sub-23
- Medalla d'or dels Jocs Olímpics d'estiu: 2024[39]

Individual
- Jugada del mes de la Lliga: febrer de 2024 (amb Álex Sola)[40]